# 函館船塢前停留場
函館船塢前停留場（日语：／ Hakodate-dokku-mae teiryūjō */?）是一位於日本北海道函館市入舟町1番地先，函館市交通局（函館市電）本線沿線的電車站。

## 歷史
- 1913年（大正2年）10月30日 - 以辯天町站的站名啟用。
- 日期不明 - 改稱為辯天站。
- 1965年（昭和40年）6月1日 - 站名改為函館船塢站（函館ドック前駅）。
- 1985年（昭和60年）11月1日 - 變更站名為（同樣是指函館船塢前，但日文寫法不同）。

## 車站名稱
車站的日文名稱中，其（Tsu）字雖然是以大寫書寫，但在發音上卻是與小寫的字同樣當促音的音標使用而不發音，是比較特殊之處。本站在1965年至1985年之間原本是根據座落於一旁的造船公司（函館船塢）而命名，但1984年函館船塢被來島集團收購，並變更公司名稱的日文寫法為，雖然該名稱在意義上並沒有實際的差異，但本站還是在隔年根據該公司的新名稱而變更了站名的日文寫法。

## 車站構造
- 函館船塢前站擁有2個月台（側式月台）、1條電車路線。

## 車站周邊
- 北海道道457號函館漁港線
- 函館船塢總社、函館造船廠
- 辯天台場遺跡
- 函館漁港
- 外國人墓地
- 高龍寺
- 稱名寺
- 實行寺
- 舊俄羅斯領事館長
- 西小學
- 西中學
- フレトピア中心入舟
- 函館辯天郵局
- 函館巴士「入舟町」站

## 相鄰停留場
函館市交通局（函館市電）
本線
大町（D22）－函館船塢前（D23）

## 外部連結
- 車站情報 - 函館船塢前（日文）